# Phoneyusa efuliensis
Phoneyusa efuliensis é uma espécie de aranha pertencente à família Theraphosidae (tarântulas).